# 新北市板橋區埔墘國民小學
新北市板橋區埔墘國民小學，簡稱埔墘國小。位於新北市板橋區光仁里14鄰永豐街42-8號。

## 校史
1956年10月5日成立「板橋國民學校埔墘分校」，朱朗陽為分校主任借用埔墘里集會所上課，隔年9月派林水卿為分校主任。1958年10月埔墘分校校地收購協議完成，計2300坪。校址設於台北縣板橋鎮埔墘里下深丘六號之一。1959年9月20日新校舍三對等教室四間落成，10月5日由埔墘里集會遷入新校舍上課。
1960年3月30日增建三對等教室三間完成。8月1日奉令獨立設校，命名為「台北縣板橋鎮埔墘國民學校」，派板橋國小校長朱驕陽兼任校長，10月6日游明陽為首任校長。
1968年8月1日校名改稱為「台北縣板橋鎮埔墘國民小學」。1975年第三期校地收購協議完成，計280坪。12月1日奉令設立資賦優異兒童實驗班。
1976年2月奉令籌設莒光國小，派校長朱朗陽為籌備主任。1979年4月籌設海山國小分校事宜。1983年11月舞蹈教育實驗班正式成立。
1989年12月實施各年級全日上課，消除二部制教學。隔年8月成立啟智班。

## 歷任校長
| 屆任  | 姓名   | 任期                                 |
| ----- | ------ | ------------------------------------ |
| 第1任 | 游明陽 | 1960年10月至1972年12月               |
| 第2任 | 朱朗陽 | 1972年12月1986年7月                  |
| 第3任 | 黃則永 | 1986年8月至1994年7月                 |
| 第4任 | 游明陽 | 1994年8月至1996年7月（與首任為相同） |
| 第5任 | 吳寶珠 | 1996年8月至2004年7月                 |
| 第6任 | 吳玉美 | 2004年8月至2011年11月                |
| 代理  | 葉誌鑑 | 2011年11月至2012年7月                |
| 第7任 | 陳維穎 | 2012年8月至2020年7月                 |
| 第8任 | 劉能賢 | 2020年8月迄今                        |

## 校友
- 曾煥嘉
- 王瑞德
- 鄭家純

## 註解
1. ↑  現址現已改為新北市板橋區光仁里14鄰永豐街42-8號
2. ↑   註: